# شماره ۳
شماره ۳ (انگلیسی: No. 3) فیلمی در ژانر کمدی است که در سال ۱۹۹۷ منتشر شد. از بازیگران آن می‌توان به هان سوک کیو، چوی مین شیک و سونگ کانگ هو اشاره کرد.